# Cryptosporidium parvum
Espèce
Cryptosporidium parvum est une espèce de  protozoaires parasites unicellulaires pathogènes pour l'Homme du genre Cryptosporidium, de l'embranchement Apicomplexa, capables de provoquer des diarrhées appelées cryptosporidioses chez plusieurs espèces de vertébrés dont l'homme.  
Il provoque la cryptosporidiose. La contamination se fait par voie orale, par ingestion d'oocystes mûrs. À l'intérieur de l'intestin, a lieu un dékystement et une libération de sporozoïtes qui vont pénétrer dans la cellule intestinale.
C'est une coccidie à cycle monoxène.

## Les méthodes de transmissions
- Eau Contaminée : L'un des principaux modes de transmission se produit par le contact avec de l'eau contaminée, dont l'eau potable et l'eau récréative. Les oocystes de Cryptosporidium parvum peuvent subsister dans l'eau et rester infectieux pendant de longues périodes. L'ingestion d'eau ayant été contaminée par le parasite peut conduire à une infection.

- Contamination Alimentaire : Cryptosporidium parvum peut également être transmis par le biais d'aliments contaminés, en particulier s'ils ont été en contact avec les matières fécales d'humains ou d'animaux infectés. La transmission par voie alimentaire peut se produire lorsqu'un aliment est préparé ou manipulé par des individus porteurs du parasite.

- Contact Personne à Personne : Le contact direct entre individus peut aussi contribuer à la transmission de Cryptosporidium parvum. Ceci peut se produire par le biais d'un contact étroit avec une personne infectée, comme le fait de prendre soin d'une personne atteinte de cryptosporidiose ou de participer à des activités impliquant un contact personnel étroit.

- Voie Fécale-Orale : Cryptosporidium parvum est principalement transmis par la voie fécale-orale. Cela signifie que le parasite est émis dans les selles d'une personne ou d'un animal infecté, et peut être ingéré par une autre personne par le biais de l'ingestion accidentelle de matériel contaminé, tel que de la nourriture, de l'eau, ou des surfaces souillées par des matières fécales.